# Rudolf Svedberg
Rudolf Svedberg (Njurunda, Sundsvália, Norlândia Ocidental, 19 de agosto de 1910 — Eskilstuna, Sudermânia, 24 de junho de 1992) foi um lutador de luta greco-romana sueco.

## Carreira
Foi vencedor da medalha de ouro na categoria de 66-72 kg em Berlim 1936.